# Didymochlaena
Didymochlaena Desv. è un genere di piante dell'ordine Polypodiales, unico genere della famiglia Didymochlaenaceae Ching ex Li Bing Zhang & Liang Zhang.

## Descrizione
Il genere Didymochlaena include felci caratterizzate da rizomi e piccioli squamosi, foglie a ciuffo e bipennate e meno di 11 sori per pinnula.

## Tassonomia
Il genere comprende le seguenti specie:
- Didymochlaena alpina Li Bing Zhang & H.Shang
- Didymochlaena amazonica Li Bing Zhang & H.Shang
- Didymochlaena attenuata (Bonap.) Li Bing Zhang & H.Shang
- Didymochlaena bipinnatipartita (Bonap.) Li Bing Zhang & H.Shang
- Didymochlaena cameroonensis Li Bing Zhang & H.Shang
- Didymochlaena comorensis Li Bing Zhang & H.Shang
- Didymochlaena cubensis Li Bing Zhang & H.Shang
- Didymochlaena deltoidea Li Bing Zhang & H.Shang
- Didymochlaena dimidiata Kunze
- Didymochlaena fijiensis Li Bing Zhang & H.Shang
- Didymochlaena madagascariensis Li Bing Zhang & H.Shang
- Didymochlaena mesoamericana Li Bing Zhang & H.Shang
- Didymochlaena microphylla (Bonap.) C.Chr.
- Didymochlaena oceanica Li Bing Zhang & H.Shang
- Didymochlaena philippensis Li Bing Zhang & H.Shang
- Didymochlaena punctata Li Bing Zhang & H.Shang
- Didymochlaena sinuosa Desv.
- Didymochlaena solomonensis Li Bing Zhang & H.Shang
- Didymochlaena spinulosa (Brause) Li Bing Zhang & H.Shang
- Didymochlaena truncatula (Sw.) J.Sm.